# Georges Rigassi
Georges Rigassi, né le 23 juillet 1885 à Vevey et mort le 13 août 1967 à Pully, est un écrivain, journaliste et homme de lettres vaudois.

## Biographie
Originaire de Landarenca, Georges Rigassi, comme beaucoup d'étudiants de l'époque, s'inscrit à la Société d'étudiants des Belles-Lettres, de 1903 à 1911. Il deviendra successivement vice-président (1905), président (1906) et président central (1905-1906) de cette société. 
Georges Rigassi étudie à Lausanne, Paris, Vienne et Londres et obtient une licence ès lettres en 1907. Il se lance ensuite dans une carrière de journaliste : tout d'abord rédacteur à l'agence télégraphique suisse (A.T.S.) à Bâle, ce journaliste travaille pour la  Gazette de Lausanne, dont il devient le rédacteur en chef en 1924, puis le directeur en 1939. Député au Grand Conseil vaudois de 1921 à 1945 et de 1949 à 1953, Georges Rigassi est également président du Conseil d'administration de l'A.T.S. dès 1948, collaborateur à la Bibliothèque universelle, à la Revue Suisse et à la  Revue économique de Paris. 
Outre ses nombreux articles de presse, Georges Rigassi a écrit deux études sur la presse, Sur la fonction de la presse, 1950, Ce qu'il faut savoir de la presse moderne, 1955) et des essais politiques, Faut-il combattre le communisme ?, 1949, Franklin-D. Roosevelt héros de la liberté, 1951). On lui doit également deux essais sur le bonheur et sur le succès, Le prix du bonheur esquisse d'un art de vivre, 1947; Le prix du succès, 1950). 

## Sources
- « Georges Rigassi », sur la base de données des personnalités vaudoises sur la plateforme « Patrinum » de la Bibliothèque cantonale et universitaire de Lausanne.
- Olivier Meuwly, « Georges Rigassi » dans le Dictionnaire historique de la Suisse en ligne.
- Belles Lettres de Lausanne, Livre d'or du 150e anniversaire : 1806-1956, p. 413 (1564)
- Hans-Ulrich Jost, Le salaire des neutres, Suisse 1938-1948, p. 191. photographie Eug. Wurgler, Lausanne Patrie suisse, (A. B.) 1919, no 669, p. 117-119